# Zay Albert
Csömöri gróf Zay Albert Károly (Pest, 1825. június 22. – Budapest, 1904. július 9.) császári és királyi huszárszázados, a szász Henrik katonai rend vitéze, a magyar főrendiház tagja, országgyűlési képviselő.

## Élete
Zay Károly gróf, császári és királyi kamarás, a Dunáninneni kerület bírája és báró Prónay Sarolta fiaként született. Eleinte a katonai pályára készült és miután a bécsújhelyi mérnökkari akadémiát 1842-ben bevégezte, előbb mint hadnagy a 6. és 4. sz. dragonyos, majd az 1. sz. huszárezrednél szolgált és mint kapitány a szász Henrik-renddel tüntettetett ki. 1852-ben szakított a katonai pályával, hazatért a zayugróci uradalmat irányítani, hogy családot alapítson és atyjának, aki már 1845-ben posztógyárat alapított, az ősi jószágok kezelésében segédkezzék; így lett úttörője a magyar gyáriparnak. 1863-ban feleségül vette Dubovszky Emíliát. Mint gyáros, pomológus (gyümölcstermő fákkal és cserjékkel foglalkozó tudományág) és mezei gazda a legtávolabbi külföldön is tekintélyes hírnévnek örvendett. A 20 község határára kiterjedő zayugróci uradalmában több mint 40 000 gyümölcsfát ültetett és öt gyártelepet létesített; ő keltette életre az első nagy üveggyárat is. Az 1887. évi általános választások alkalmával a báni kerületben országgyűlési képviselővé választatott és a Szabadelvű Párthoz csatlakozott. Az 1892. évi általános választásoknál előbbi mandátumát tartotta meg.
A véderővita idejében kíméletlenül támadta meg nagy feltűnést keltett cikkeiben Tisza Kálmánt. Mint publicista rendkívül szellemes volt. A Pesti Hírlap számos cikkét közölte. Országgyűlési beszédei a Naplókban vannak.

### Családja
Kétszer nősült, gyermekei azonban csak első nejétől születtek. Először 1860-ban (más adat szerint 1863-ban) házasodott, felesége Dubovszky Emília (1839–1894) lett, akitől kilenc gyermeke született:
- Emília (1857–1917)
- Miklós (1864–1939) nagybirtokos, főrendiházi politikus; neje: nagykárolyi gróf Károlyi Margit (1868–1937)
- László (1866–1925)
- Károly Imre (1867–1941); első neje: Bárdy-Heckel Gabriella (1876–1965); második neje: Hilberth Stefánia (?–1909); harmadik neje: Gally Gabriella (1880–1958)
- Lujza Albertina (1868–?)
- Lujza Mária Eleonóra Gizella (1870–?); férje: Schwertner Ferenc (1852–1910)
- Károly (1872–?)
- Berta (1875–1891)
- Eleonóra (1879–1947); férje: Lenat József (?–1925)

Özvegységre jutva Zay gróf másodszor is megnősült, ekkor Megyery Erzsébet lett a felesége.

## Munkái
- Főispán vagy megyei főnök? Adalék a közigazgatási reformhoz. Budapest, 1890.
- Kit válaszszunk püspöknek? Néhány szó a dunáninneni ág. ev. egyházkerületben megejtendő püspökválasztáshoz. Budapest, 1890.
- Adalékok a mai politikai helyzethez. Budapest, 1894.